# Hạt giống của giải vô địch bóng đá nữ thế giới 2023
Lễ bốc thăm cho Giải vô địch bóng đá nữ thế giới 2023 diễn ra tại Trung tâm Aotea ở Auckland, New Zealand vào ngày 22 tháng 10 năm 2022. Các đội được chia thành 4 nhóm, mỗi nhóm có 8 đội. Chủ nhà New Zealand và Úc tự động vượt qua vòng loại với vị trí vào bảng A1 và B1 trong hạt giống số 1, 6 đội còn lại dựa theo thứ hạng cao nhất trên bảng xếp hạng FIFA. Tiếp theo là 8 đội có thứ hạng cao thứ nhì ở nhóm hạt giống số 2, 8 đội tiếp theo ở nhóm hạt giống số 3. Đội với hạt giống số 4, 5 đội có thứ hạng thấp nhất cùng với 3 đội thắng play-off liên lục điạ sẽ không được xác định tại thời điểm bốc thăm.
Các hạt giống bắt đầu từ hạt giống số 1 và kết thúc với hạt giống số 4.

## Tham dự bốc thăm
Lễ bốc thăm sẽ có sự tham dự của 800 khách mời bao gồm Chủ tịch FIFA Gianni Infantino, Tổng thư ký FIFA Fatma Samoura, Thủ tướng Jacinda Ardern và Bộ trưởng Thể thao Liên bang Úc Anika Wells. Đại diện của 29 đội tuyển tham dự vòng chung kết, cũng như đại diện của 10 đội tuyển đá play-off liên lục địa cũng sẽ tham dự.
Lễ bốc thăm sẽ được dẫn dắt bởi Carli Lloyd và Amanda Davies, được hỗ trợ bởi các huyền thoại bóng đá như Maia Jackman (New Zealand), Julie Dolan (Úc), Zoi Sadowski-Synnott (New Zealand), Cate Campbell (Úc), Geremi (Cameroon), Alexi Lalas (Hoa Kỳ), Gilberto Silva (Brasil), Ian Wright (Anh).

## Xếp nhóm hạt giống
Các đội được xếp nhóm hạt giống dựa trên Bảng xếp hạng bóng đá nữ FIFA vào tháng 10 năm 2022, đã được công bố vào ngày 13 tháng 10 năm 2022 (hiển thị trong ngoặc đơn).
| Nhóm 1 | Nhóm 2 | Nhóm 3 | Nhóm 4 |
| --- | --- | --- | --- |
| New Zealand (22) (H) · Úc (13) (H) · Hoa Kỳ (1) · Thụy Điển (2) · Đức (3) · Anh (4) · Pháp (5) · Tây Ban Nha (6) · | Canada (7) · Hà Lan (8) · Brasil (9) · Nhật Bản (11) · Na Uy (12) · Ý (14) · Trung Quốc (15) · Hàn Quốc (17) · | Đan Mạch (18) · Thụy Sĩ (21) · Cộng hòa Ireland (24) · Colombia (27) · Argentina (29) · Việt Nam (34) · Costa Rica (37) · Jamaica (43) · | Nigeria (45) · Philippines (53) · Nam Phi (54) · Maroc (76) · Zambia (81) · Bồ Đào Nha (23) · Haiti (56) · Panama (57) |

Ghi chú
- H: Chủ nhà

## Kết quả bốc thăm
8 bảng sẽ được thành lập ngẫu nhiên, chọn một đội từ mỗi hạt giống trong số bốn hạt giống. Hai đội từ cùng một liên đoàn không thể rơi vào cùng một bảng, ngoại trừ châu Âu có nhiều nhất hai đội rơi vào cùng một bảng. Đồng chủ nhà New Zealand và Úc là những hạt giống duy nhất đã được xác định trước, lần lượt ở các vị trí A1 và B1.
| Bảng A      | Bảng B           | Bảng C      | Bảng D     |
| ----------- | ---------------- | ----------- | ---------- |
| New Zealand | Úc               | Tây Ban Nha | Anh        |
| Na Uy       | Cộng hòa Ireland | Costa Rica  | Haiti      |
| Philippines | Nigeria          | Zambia      | Đan Mạch   |
| Thụy Sĩ     | Canada           | Nhật Bản    | Trung Quốc |
| Bảng E      | Bảng F           | Bảng G      | Bảng H     |
| Hoa Kỳ      | Pháp             | Thụy Điển   | Đức        |
| Việt Nam    | Jamaica          | Nam Phi     | Maroc      |
| Hà Lan      | Brasil           | Ý           | Colombia   |
| Bồ Đào Nha  | Panama           | Argentina   | Hàn Quốc   |